# Mazda Flair
El Mazda Flair (マツダ・フレア, Matsuda Furea) és un model d'automòbil lleuger o kei car produït pel fabricant d'automòbils japonés Mazda des de l'any 2012 fins a l'actualitat. El Flair és un microvolum o Tall Wagon (軽トールワゴン) de cinc portes i capacitat per a quatre ocupants. El nom del model, Flair, vol dir "Do" o "Talent" en anglès.
Model bessó del Suzuki Wagon R, el Flair substitueix al Mazda AZ-Wagon a la gama Mazda, el qual alhora també era una versió del Suzuki Wagon R. Així doncs, només suposà un canvi de denominació en la gama kei de Mazda, que arrosegava l'anterior nom des d'abans de la desaparició d'Autozam, la marcade kei cars de Mazda, sent l'AZ del nom del model el distintiu de la ja desapareguda marca. La primera generació comptava com a novetat amb el sistema de parada i arrencada o "Idling Stop" i la segona introduí el la motorització semi-híbrida Mild hybrid.

## Primera generació (2012-2017)

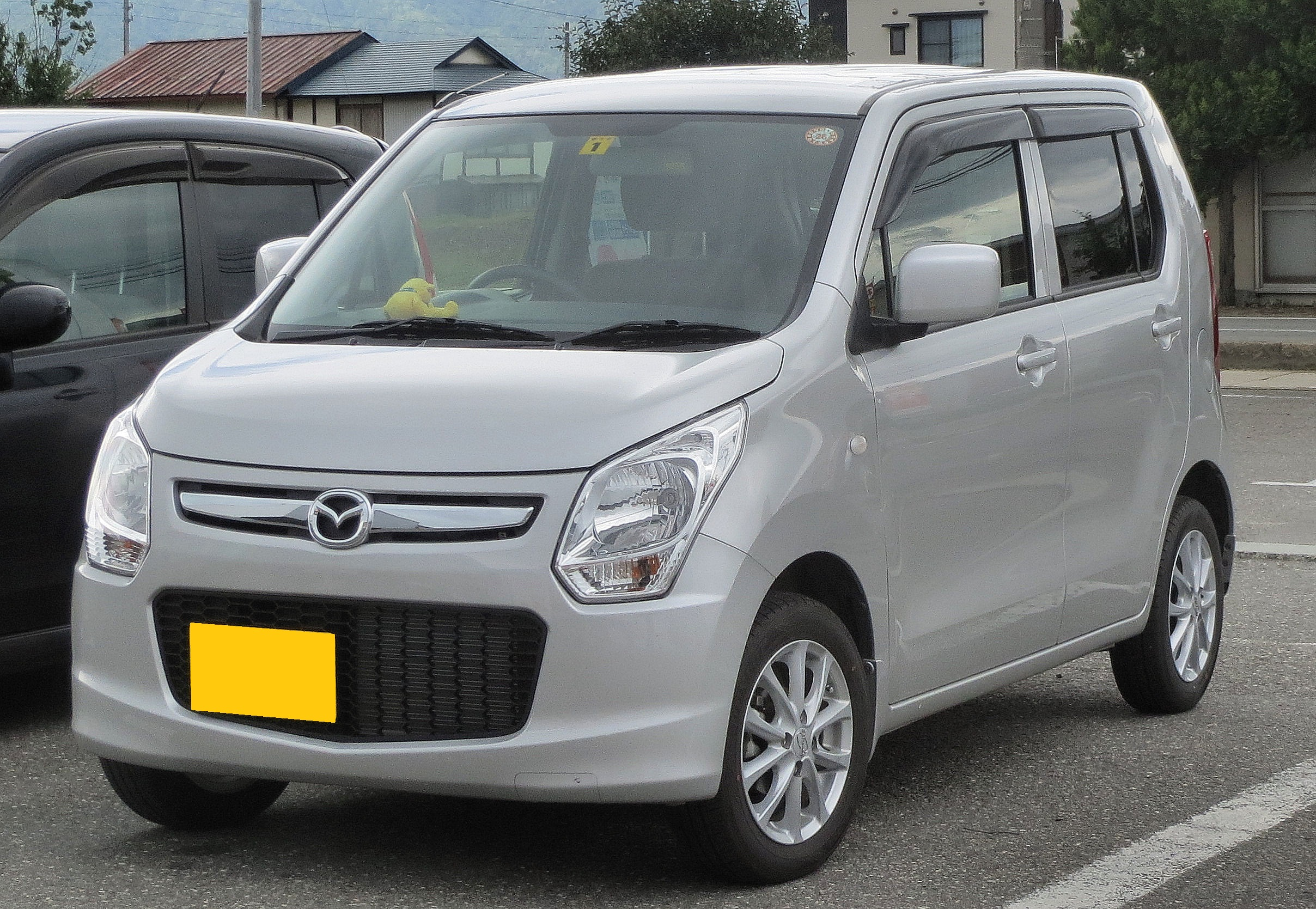
Mazda Flair XG (2012)

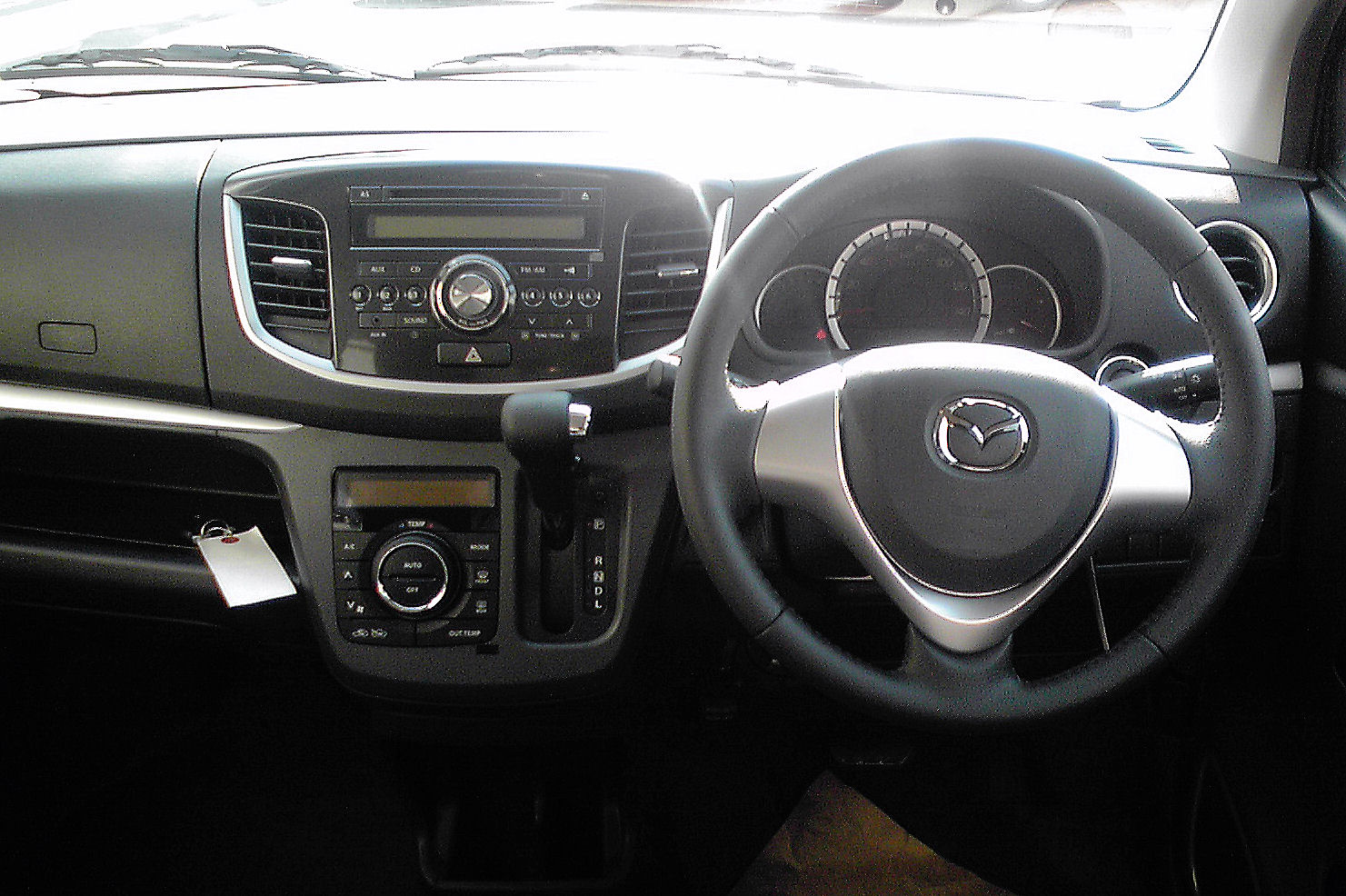
Interior del Flair Custom Style XS

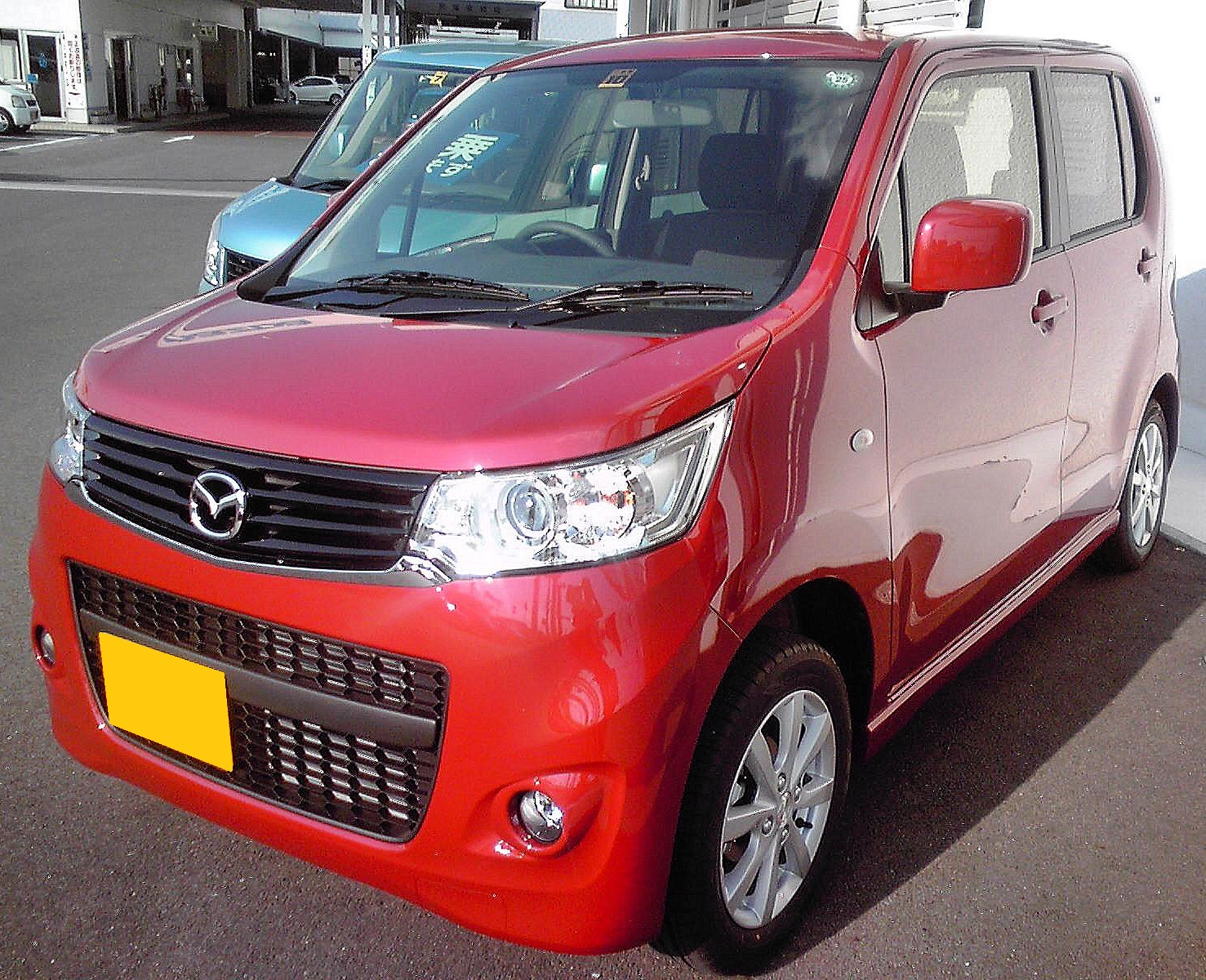
Mazda Flair Custom Style XS

La primera generació del Mazda Flair, un OEM de la quarta generació del Suzuki Wagon R, sortí a la venda el 25 d'octubre de 2012 com a substitut de la quarta i darrera generació del Mazda AZ-Wagon, també basada en el Wagon R. Els graus d'equipament inicials eren l'XG (bàsic); l'XS o més tard XS Special (intermedi) i el Custom Style XS (luxe); així com el Custom Style XT, amb turbointercooler. Més tard, l'any 2014 s'introduïren els graus HS i Custom Style HS després d'uns canvis menors al model.
Mecànicament idèntic al Suzuki Wagon R, la primera generació del Flari equipava una motorització tricilíndrica de 658 centímetres cúbics (cm³) atmosfèrica (models XG, XS i Custom Style XS) o amb turbocompressor i intercooler (model Custom Style XT). Segons el nivell d'equipament, el model podia instal·lar una transmissió manual de cinc velocitats o una caixa automàtica CVT. De la mateixa manera, el Flair també podia equipar tracció al davant o a les quatre rodes depenent del grau i l'elecció del client.
La primera generació del Mazda Flair deixà de produir-se el febrer de 2017 i de comercialitzar-se el març del mateix any, donant pas a la segona generació. El juny del mateix any també es va fer una crida als tallers degut a filtracions d'aigua al sensor de velocitat de la roda davantera que provocava senyals errònis i podia fer que l'ABS, el control electrònic d'estabilitat i el sistema anticol·lisió no funcionessin correctament. Tots els models foren revisats i arreglats de manera gratuïta. Fins al març de l'any 2015, s'havien produït 40.500 unitats aproximadament.

## Segona generació (2017-present)

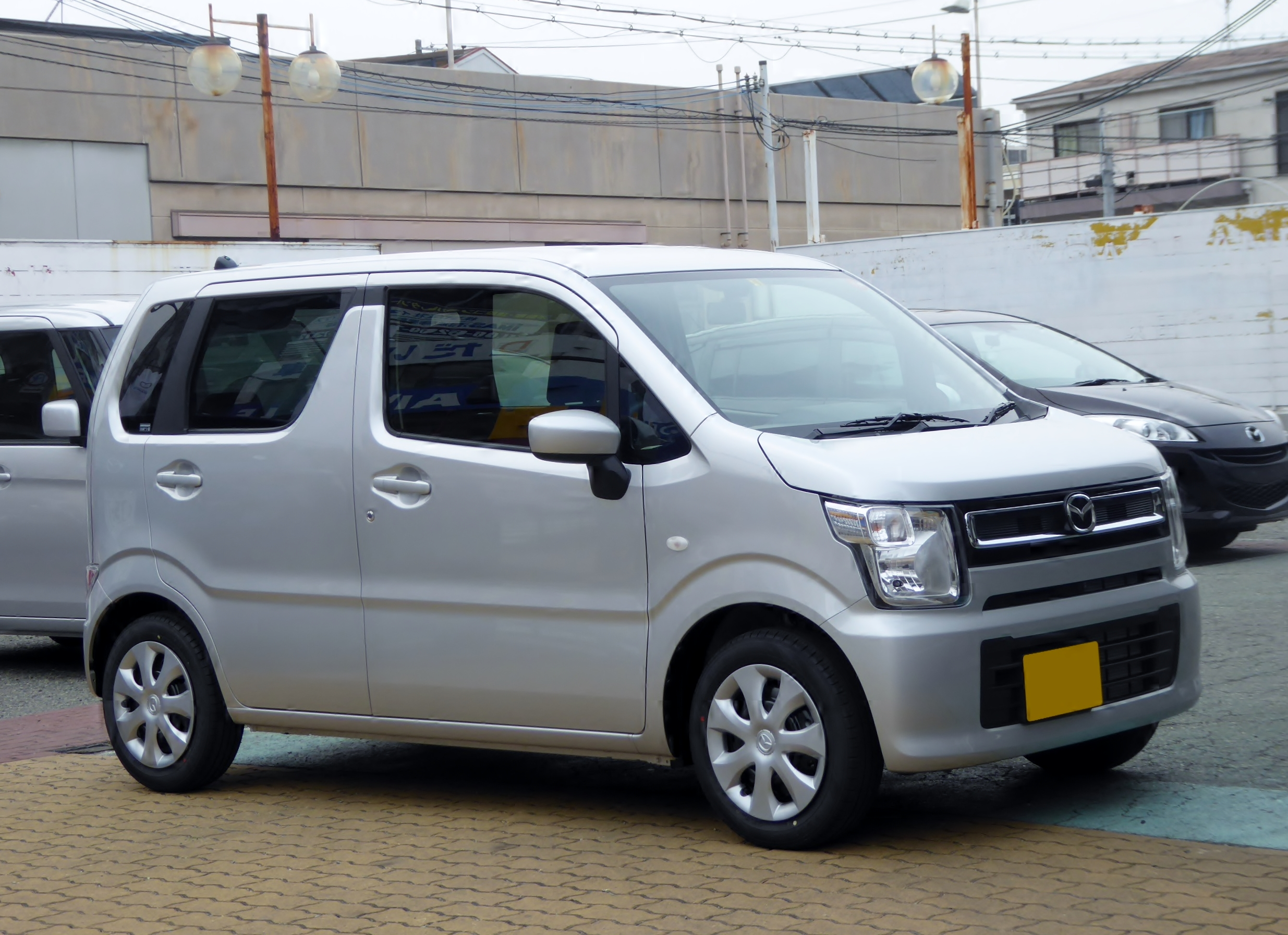
Mazda Flair HYBRID XG

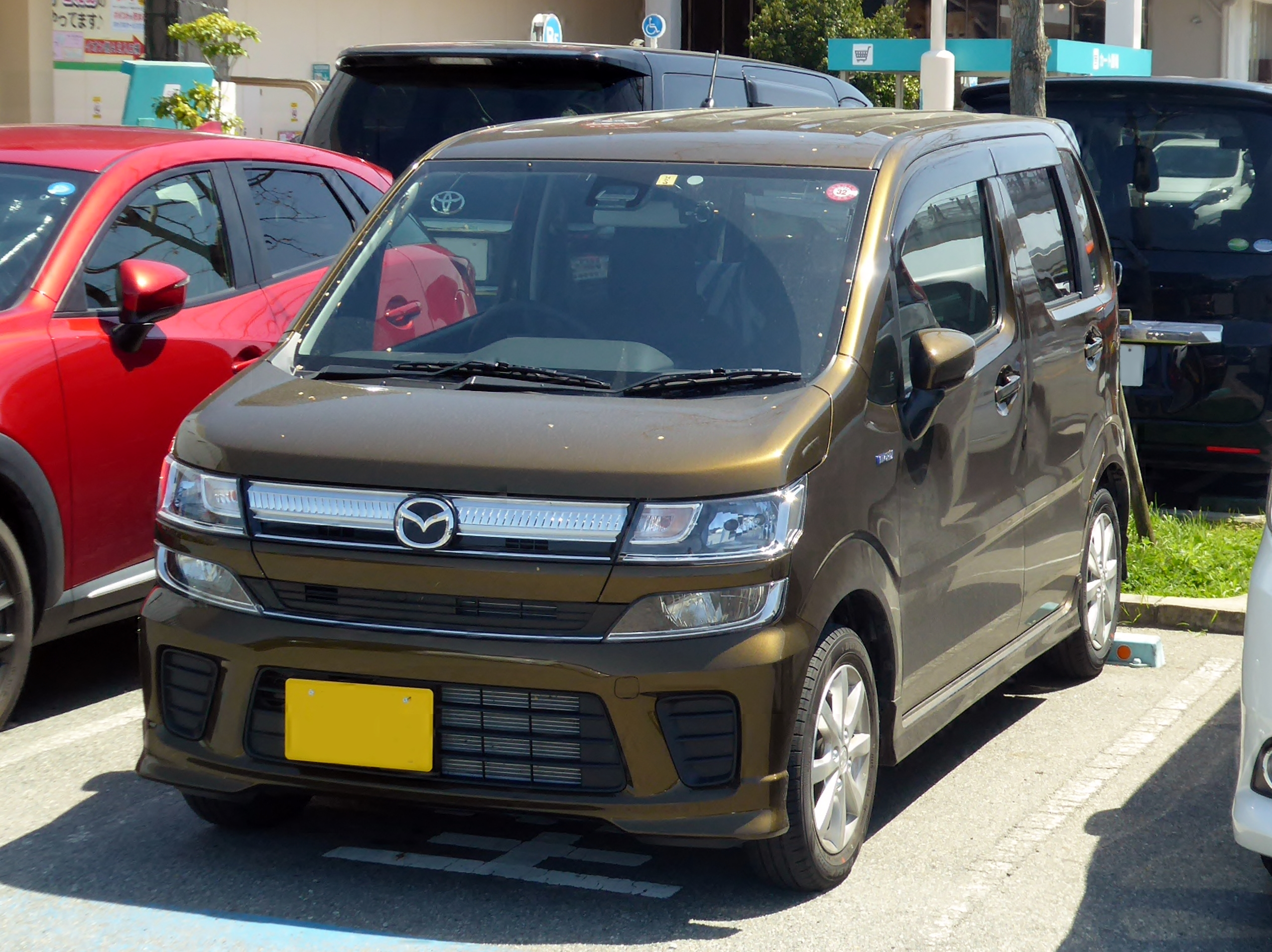
Mazda Flair HYBRID XS (2017-22)

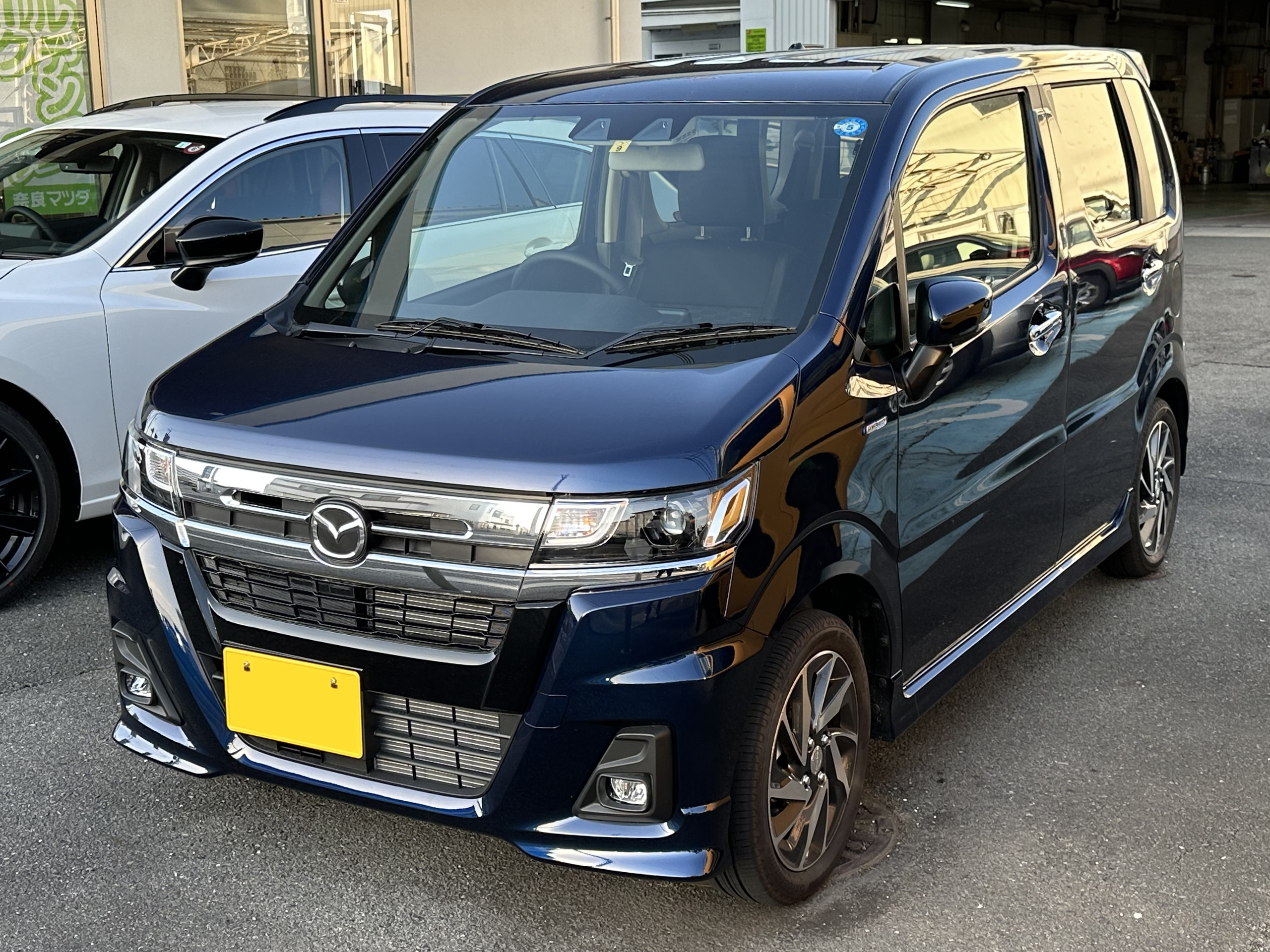
Mazda Flair HYBRID XS (2022-)

La segona i actual generació del Mazda Flair començà a produir-se el 23 de febrer de 2017 i sortí al mercat el 2 de març del mateix any. Aquesta generació, com venia sent costum, és un OEM de la sisena generació del Suzuki Wagon R. Els graus d'equipament inicials eren l'HYBRID XG (bàsic) i l'HYBRID XS (luxe). L'any 2022 s'afegí l'HYBRID XT, versió amb turbointercooler, després d'un redisseny del model.
Mecànicament idèntic a la sisena generació del Suzuki Wagon R, la segona generació del Mazda Flair equipà diversos motors. La gran novetat mecànica és el sistema semi-híbrid o Mild hybrid segons la marca, disponible de sèrie i donant lloc a les noves denominacions dels graus d'equipament. Inicialment, del 2017 al 2020 el mateix motor tricilíndric de la primera generació de 658 centímetres cúbics (cm³) atmosfèric amb transmissió automàtica CVT i equipable als models HYBRID XG i HYBRID XS. L'any 2020 s'instal·là un nou motor tricilíndirc atmosfèric de 657 cc per als graus HYBRID XG i HYBRID XS, el qual continua en producció. Amb el redisseny que patí el model a finals de l'any 2022 s'afegí una nova versió, l'HYBRID XT, equipada amb el motor original (2017-2020) de la primera generació però amb turbocompressor i intercooler. Cal dir que aquesta generació ha estat des del principi només disponible amb transmissió automàtica, tot i que el client ha pogut continuar triant entre la tracció al davant o a les quatre rodes.